# Hamartiología

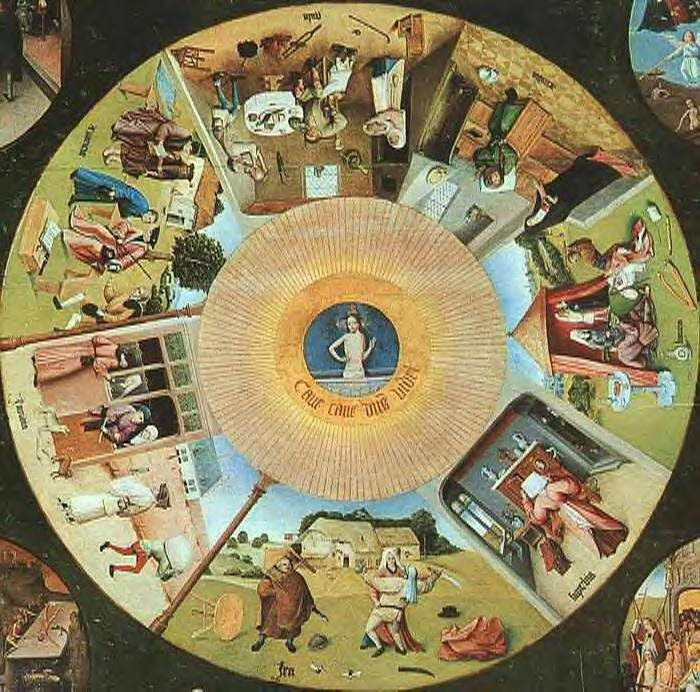
Reproducción del cuadro "Los siete pecados capitales", de Jerónimo Bosch (El Bosco), 1475-1480.

La hamartiología (en griego antiguo: ἁμαρτία, Hamartia, que significa «errar al blanco» y -λογια, -Logia Iesu) o doctrina del pecado, es una rama de la teología cristiana que se ocupa del estudio de los pecados eternos o pecados imperdonables.
Suscriben la doctrina del pecado original ramas sustanciales de entendimiento hamartiological, incluyendo la Iglesia católica, la presbiteriana, la continental reformada, la reformada bautista y las iglesias pentecostales.

## Origen de Hamartiología
Hamartiología se deriva de la palabra griega: hamartía, que significa “errar al blanco, pecado.” De modo que, hamartiología es la doctrina del pecado o estudio del pecado. (Cambron, 2020)
En griego, el grupo de palabras relacionado con hamartía es el que lleva en sí el concepto genérico de pecado en el Nuevo Testamento. Con el significado básico de “no dar en el blanco” (como jatta’   חֲטִֽאJuces  20:16 en hebreo que significa Pecado), es un término de amplio significado, que originalmente no tuvo connotación moral alguna.
Otro término que se utiliza para identificar el pecado es ‘’adikía’’ que desde el griego se suele traducir literalmente como “injusticia”, y comprende desde una simple equivocación hasta las violaciones más notables de la ley (Horton, 1996, p. 287).
El estudio del pecado abarca diferentes tipos de conceptos que son rescatados del contexto bíblico. Conceptos a los que la teología siempre busca dar respuesta a través de la Hamartiología (Horton, 1996, p 287).
Se puede ver que humanidad le da suma importancia a esta área de estudio, ya que se entiende que el pecar, sea cual sea el tamaño del pecado para nosotros, lleva a una consecuencia seria y profunda, muchas veces mayor de la que se puede comprender, partiendo desde la base de que el pecado  siempre traerá separación con Dios. 
La idea del pecado como quebrantamiento de la ley o desorden, se enfrenta en un fuerte contrasta la idea de un Dios personal que trajo orden con su palabra, a existencia un mundo ordenado y bueno.
No siempre a las personas les gusta hablar de pecado y tampoco de muerte. Nadie quiere ser llamado una persona mala o malvada, pero bíblicamente se dice que es nuestra naturaleza (Erickson, 1998, p. 578).
Podemos decir que en general la humanidad no utiliza este concepto, ya que es más fácil culpar al resto de la humanidad por sucesos sociales, culturales o cualquiera sea el motivo para no sentirse culpable o responsable de sus actos.
El estudio del pecado se puede enfocar en variadas metodologías, una de las más importantes es la manera práctica o empírica, donde se busca tomar un grupo de personas contemporáneas o de carácter bíblicos y observar el comportamiento de éstos. (Erickson, 1998, p. 578).
La segunda manera de enfocar el estudio del pecado es el método de paradigma, seleccionando un tipo de pecado y establecerlo como un modelo simple y luego ir derivando más pecados. (Erickson, 1998, p. 579).
Y la tercera manera de estudiar el pecado es en base de terminología bíblica, donde la mayoría se enfoca en diversos textos de teología, buscando dar mayor concepto y su naturaleza. (Erickson, 1998, p 579).

## Concepto de Pecado
Existen diversos conceptos de pecado y se basan generalmente en su causa o naturaleza, ahora bien, podemos rescatar los conceptos más conocidos que son los que abarcaremos a continuación (Erickson, 1998, p 578).
Ignorancia γνοια: proviene de un verbo griego que significa “conocer”  y del alpha primitiva que juntas dan la palabra ‘’agnóstico’’ que básicamente significa errar. La Biblia enfatiza que se puede pecar siendo ignorante (Erickson, 1998, p 579).
Error: en la biblia tenemos varias referencias de que pecar es un error o en su forma literal significa ‘’salirse del camino’’.
La frase “errar el blanco” normalmente sugiere un error más que un pecado que se escoge realizar voluntariamente. Pero en la Biblia la palabra sugiere no solo fracaso, sino una decisión de fracasar, un error voluntario y culpable. (Erickson, 1998, p 580)
La palabra Pecado aparece aproximadamente seiscientas veces en el Antiguo Testamento. Significa literalmente “atravesar” o “pasar”; en casi todos los casos se utiliza en sentido literal. Sin embargo, en algunos pasajes, la palabra conlleva la idea de transgredir una orden o ir más allá de un límite establecido. En Ester 3:3 se utiliza con una orden terrenal de un rey. Sin embargo, en la mayoría de los casos paralelos, se utiliza para transgresiones a la ley moral de Dios y sus mandamientos.

## Las características del pecado
El pecado en cualquiera de sus formas, términos, causas, carácter, resultado y naturaleza; es preferir nuestras propias ideas a la verdad de Dios.
Términos que enfatizan el carácter del pecado: errar el blanco, irreligiosidad, transgresión, iniquidad o falta de integridad, rebelión, traición, perversión, abominación.
Términos que enfatizan las causas del pecado: Ignorancia, Error, Falta de atención
Términos que enfatizan los resultados del pecado: Agitación o inquietud, Malo o malvado, Culpa, Problema etc
La naturaleza esencial del pecado: Sensualidad, Egoísmo, Sustitución de Dios (Erickson, 1998, p 575)

## Relación con otras doctrinas bíblicas
La Cristología (doctrina sobre Cristo), se enfrenta a la pregunta de cómo la naturaleza plenamente humana del Hijo de Dios nacido de una virgen, puede estar totalmente libre de pecado. La Soteriología (doctrina de la salvación) debe señalar no solo para qué fue salvada la humanidad, sino también de qué fue salvada. La Pneumatología (doctrina sobre el Espíritu Santo) debe tener en cuenta la convicción y la santificación a la luz de una carne pecaminosa. La Eclesiología (doctrina sobre la Iglesia) debe modelar un ministerio a una humanidad distorsionada por el pecado, tanto dentro como fuera de la Iglesia. El Escatología (estudio de los últimos tiempos) debe describir, y hasta cierto punto defender, el juicio de Dios sobre los pecadores, al mismo tiempo que proclama el final del pecado.
Por último, la teología práctica debe tratar de evangelizar, aconsejar, educar, gobernar a la Iglesia, afectar a la sociedad y animar a la santidad a pesar del pecado (Horton, 1996, p. 277).

## La Naturaleza de Pecado
Naturaleza de pecado: es una disposición interna inherente que nos inclina hacia los actos y pensamientos equivocados. “No somos pecadores simplemente porque pecamos; pecamos porque somos pecadores”(Erickson, 1998, p 592).
Reconocer adecuadamente a Dios es primordial, ya que la idolatría en cualquiera de sus formas es la esencia del pecado que apunta a la sustitución de Dios, en algo o alguien en el lugar supremo que le corresponde, incluyendo escogerse uno mismo.
Este concepto se ve apoyado por importantes textos del A.T y N. T. Los Diez mandamientos comienzan con el mandamiento de dar a Dios el lugar que le corresponde.
“No tendrás dioses ajenos delante de mí” (Éx.20:3) es la primera prohibición de la ley. De igual manera, Jesús afirmó que el primer y gran mandamiento es: “Y amarás al Señor tu Dios con todo tu corazón, y con toda tu alma, y con toda tu mente y con todas tus fuerzas” (Mr. 12:30) (ReinaValera, 1960).

## El Origen del Pecado
Para brindar respuesta a estas preguntas de cómo y por qué somos pecadores, tenemos como base bíblica donde podemos extraer de la declaración de Pablo en Romanos 5:12-19.
“Cuando Adán pecó, el pecado entró en el mundo. El pecado de Adán introdujo la muerte, de modo que la muerte se extendió a todos, porque todos pecaron. 13 Es cierto, la gente ya pecaba aun antes de que se entregara la ley; pero no se le tomaba en cuenta como pecado, porque todavía no existía ninguna ley para violar. 14 Sin embargo, desde los tiempos de Adán hasta los de Moisés, todos murieron, incluso los que no desobedecieron un mandamiento explícito de Dios como lo hizo Adán. Ahora bien, Adán es un símbolo, una representación de Cristo, quien aún tenía que venir; 15 pero hay una gran diferencia entre el pecado de Adán y el regalo del favor inmerecido de Dios. Pues el pecado de un solo hombre, Adán, trajo muerte a muchos; pero aún más grande es la gracia maravillosa de Dios y el regalo de su perdón para muchos por medio de otro hombre, Jesucristo; 16 y el resultado del regalo del favor inmerecido de Dios es muy diferente de la consecuencia del pecado de ese primer hombre. Pues el pecado de Adán llevó a la condenación, pero el regalo de Dios nos lleva a ser declarados justos a los ojos de Dios, a pesar de que somos culpables de muchos pecados. 17 Pues el pecado de un solo hombre, Adán, hizo que la muerte reinara sobre muchos; pero aún más grande es la gracia maravillosa de Dios y el regalo de su justicia, porque todos los que lo reciben vivirán en victoria sobre el pecado y la muerte por medio de un solo hombre, Jesucristo.18 Así es, un solo pecado de Adán trae condenación para todos, pero un solo acto de justicia de Cristo trae una relación correcta con Dios y vida nueva para todos. 19 Por uno solo que desobedeció a Dios, muchos pasaron a ser pecadores; pero por uno solo que obedeció a Dios, muchos serán declarados justos.” (NTV, 2010)
El origen del pecado radica en el hecho que entró en el mundo a través de Adán por medio de la trasgresión moral de sobra la ley de Dios, al desobedecer, pudiendo escoger no hacerlo como resultado entró la muerte a través de ese pecado, y así la muerte pasó a toda la humanidad, porque todos pecaron. Mediante el pecado de una persona todos nos convertimos en pecadores.
Se ha sugerido que en la frase ﬁnal del versículo 12 Pablo está hablando del pecado personal de todos. Todos nosotros pecamos individualmente y por lo tanto contraemos con nuestra propia acción la misma culpa personal que Adán contrajo con su acción.
La frase que se podría traducir es: “de esta manera la muerte entró en todos los hombres, porque todos pecaron.” De acuerdo con el principio de que somos responsables de nuestras propias acciones, el signiﬁcado sería que todos moriremos porque todos somos culpables, y todos somos culpables porque cada uno de nosotros ha pecado por sí mismo.
Para resumir los puntos principales, hemos argumentado que la Biblia, en particular en los escritos de Pablo, sostiene que por el pecado de Adán todas las personas reciben una naturaleza corrupta y que también son culpables a los ojos de Dios. Porque hemos violado la ley moral de Dios. Todos estábamos presentes de forma indiferenciada en la persona de Adán dado que él actuaba como representante de la humanidad junto a Eva. Por lo tanto, no pecó únicamente Adán, sino toda la raza humana. La teoría federal indica que todos estábamos implicados, aunque no de forma personal somos responsables del pecado.

## Otras posturas Teológicas del origen del pecado
EL Pelagianismo; Plagiom Monje siglo IV (360-420): Desarrolla la idea creacionista del alma y la idea del libre albedrío niega la existencia del pecado original, falta que habría afectado solo a Adán, por tanto, la humanidad nacía libre de culpa y una de las funciones del bautismo, es limpiar ese supuesto pecado, (quedaba así sin sentido). Además, defendía que la gracia no tenía ningún papel en la salvación, solo era importante obrar bien siguiendo el ejemplo de Jesús.
El Arminianismo: Jacobo Arminio Teólogo (1560 al 1609) y Pastor reformado holandés:  sostiene que recibimos de Adán una naturaleza corrupta. Comenzamos la vida sin rectitud. Por lo tanto, todos los humanos somos incapaces, sin ayuda divina especial, de cumplir los mandamientos espirituales de Dios. Esta incapacidad es física e intelectual, pero no volitiva.
El Calvinismo: Juan Calvino, Teólogo, Ministro y Escritor 
Reformador protestante Pastor y Abogado (1509 al 1564): En términos generales, la posición calvinista sobre este tema es la de que hay una conexión deﬁnida entre el pecado de Adán y todas las personas de todos los tiempos. En cierta manera, su pecado no es simplemente el pecado de un individuo aislado, sino también nuestro pecado.
Por tanto, mientras que desde el punto de vista de Pelagio, Dios no atribuía a los humanos ni una naturaleza corrupta ni culpa, y desde el punto de vista arminiano Dios les atribuía una conducta corrupta pero no de culpabilidad (Erickson, 1998 p 646)

## Los Resultados del Pecado
El pecado trae consigo efectos importantes en la relación entre el pecador y los pecadores y Dios entre las cuales están: la desaprobación de parte de Dios, la culpabilidad, la muerte (física, espiritual y eterna). Además es importante considerar que el pecado trae esclavitud, huida de la realidad, la negociación del pegado, el autoengaño, insensibilidad, el egoísmo y la inquietud. (Erickson, 1998, p 590-591)
Podemos comprender que es inherente a Dios oponerse en forma rotunda al pecado y que al igual que en principio con Adán y Eva, la introducción del pecado produjo un quiebre en la relación cercana entre el hombre y Dios como consecuencia de que el Hombre escogiera estar del lado opuesto a Dios con la desobediencia provocando con esto la Ira de Dios como expresa en Romanos 1:18 ‘’Porque la ira de Dios se revela desde el cielo contra toda impiedad e injusticia de los hombres que detienen con injusticia la verdad’’.
El pecado no es solamente algo malo, si no también algo equivocado que viola los estándares que Dios quiere y que por esto merece un castigo. Trae culpa el irrumpir en la creación con actos que desaprueba el creador mismo, que nos puso como administradores sobre la creación. Algunos concluyen que al ser hechos a imagen de Dios, el pecado en el hombre corrompe esa  imagen de Dios, por lo que es merecedor de castigo. 
Otra consecuencia es la muerte como señala Romanos 6:23 ‘’Porque la paga del pecado es muerte, más la dádiva de Dios es vida eterna en Cristo Jesús Señor nuestro’’.
Pero ¿a qué muerte se refiere? ¿Muerte física, muerte espiritual o muerte eterna?. En realidad son las tres distintas pero se relacionan entre sí.
En cuanto a la muerte física algunas corrientes postulan que nuestra naturaleza en realidad fue creada para ser eterna, sin muerte física, pero que esta se introdujo luego del pecado basándose en génesis 2:17.
Otros creen que nuestra naturaleza física siempre fue diseñada para perecer al igual que las demás criaturas. Siendo la muerte espiritual a la que hace referencia este versículo tras ver que Adán y Eva no murieron inmediatamente luego de pecar. El pecado era algo posible, pero luego de la introducción del pecado se convirtió en algo real.
En cuanto a la muerte espiritual, entendemos que dice relación con esta separación con Dios como consecuencia de que un Dios perfectamente santo no puede relacionarse con el pecado. Es así que el pecado se transforma en el motivo o muralla que nos aleja de Dios.
La muerte eterna por otra parte, se considera como la extensión de la vida espiritual, es decir si una persona llega a su muerte física, pero vivo espiritualmente (según la explicación antes mencionada), esa condición espiritual se hace permanente para ambos resultados: vida eterna o muerte eterna.
Al reunir todas las características de estos tres tipos de muerte comprendemos que se relacionan entre sí.
Cristo venció la muerte física con su resurrección física, venció la muerte espiritual al no cometer pecado y al limpiar los pecados que nos separaban de Dios (el pago del pecado de la humanidad), eliminando el distanciamiento y nos aseguró que luego de la muerte física, la vida espiritual continúa eternamente junto a él cuando creemos que Jesús cumplió el propósito designado.
El pecado siempre afectará nuestra relación con Dios y otros, simplemente por ser opuesto a su santidad.
Otra de las consecuencias del pecado es la esclavitud: El pecado tiende a convertirse en un hábito que trae como efecto el cometer otro pecado, como por ejemplo cuando Caín mató a Abel, luego mintió diciendo que no sabía dónde estaba y así tantos otros. 
Se produce junto con la esclavitud la búsqueda de huir de la realidad, pasar por alto u omitir las consecuencias, se busca huir de la conciencia del pecado para no enfrentarlo.
Comúnmente el pecado viene acompañado de negación del mismo y se puede manifestar en búsqueda de evadir responsabilidades, siendo una de las forma el admitir el pecado pero responsabilizar a otro como Adán culpó a Eva por haberlo hecho comer del fruto a pesar de ambos haber sido advertido.
Otras formas de negar el pecado es cambiándole el nombre a términos como enfermedad, ignorancia, entre otros.
Toda forma de justificación del pecado o culpar a otro, nos aleja del arrepentimiento genuino convirtiéndonos en negociadores comenzando a creer realmente que es lo correcto. A lo que se le llama Autoengaño, volviéndonos cada vez menos sensibles a nuestra conciencia del pecado y haciéndonos más egoístas. Pero esta pérdida de conciencia del pecado. Termina en un punto en donde el pecado ya no logra saciarnos o mantenernos tranquilos, el pecado nunca logra la paz.
Y así como poco a poco vamos admitiendo nuevas formas de pecado en nuestra vida hasta que podemos convertirnos vez tras vez en personas en que el pecado pasó de ser separación entre el hombre y Dios a afectarnos en nuestra vida social.
A nivel social se manifiesta como: competitividad, dificultad para identificarse con los demás, el rechazo de la autoridad y la incapacidad para amar.
El efecto del egoísmo causado por el pecado trae consigo el individualismo y la pérdida de capacidad de ponernos en el lugar de la otra persona, poner nuestros intereses por sobre el bienestar común, nos volvemos vanagloriosos porque pasamos a hacer las cosas por conseguir bienestar o metas propias. Cuesta ver a los demás como superiores por lo tanto incluso se pierde el sentido de autoridad.
Finalmente nuestro centro que pertenecía a Dios, el Dios de amor, fue ocupado por uno mismo, dificultando o incluso perdiendo la capacidad de amar. El pecado al poseer una extensión tan amplia que acapara cada espacio de nuestra existencia.

## Solución para el Pecado
Para abordar la solución al pecado es importante considerar la visión que se tenga sobre cuál es la causa el pecado. De esta manera la solución al pecado estará dada por la eliminación o negación de esto que lo causa. Si eliminamos el gatillante, eliminamos el resultado que es en este caso el pecado.
La mirada evangélica según Erickson radica en que los seres humanos somos pecadores por naturaleza y el mundo en que nos desenvolvemos nos induce a pecar. El ser humano es incapaz de escapar al pecado por sí mismo. Por lo tanto, la solución solo se produce gracias a una alteración sobrenatural que contrarresta el poder de la tentación, esto gracias a la intervención divina que permitirá una conversión personal y regeneración del ser humano que hará posible una relación con Dios y por consecuencia inherente una vida cristiana plena. (Erickson, 1998 pp 612 y 613)
Esto tiene total cumplimiento en la expiación de la humanidad a través de la muerte de Jesucristo en la cruz relatado en la Biblia.
“quien, siendo por naturaleza Dios, no consideró el ser igual a Dios como algo a qué aferrarse. Por el contrario, se rebajó voluntariamente, tomando la naturaleza de siervo y haciéndose semejante a los seres humanos. Y, al manifestarse como hombre, se humilló a sí mismo y se hizo obediente hasta la muerte. ¡y muerte de cruz!’’
(Filipenses 2:6-8) (NVI, 2010)
‘”Él mismo, en su cuerpo, llevó al madero nuestros pecados, para que muramos al pecado y vivamos para la justicia. Por sus heridas ustedes han sido sanados.’’
(1 Pedro 2:24) (NVI, 2010)
Existen varios postulados que buscan resolver la interrogante de la solución al pecado según lo que entendemos que lo origina:
1-. Idea de Tennant y la Naturaleza animal: A partir de la Teoría del origen de las especies de Charles Darwin surgió con especial fuerza la influencia en el posible origen del pecado y su posterior desarrollo gradual de conciencia moral a través del proceso de la evolución. Si consideramos que partimos la evolución siendo animales con impulsos más fuertes que hemos ido controlando a medida que evolucionamos, la causa del pecado son los instintos y el comportamiento de herencia animal dada en un período de responsabilidad moral, la solución sería la negación y control de estos impulsos y su canalización adecuada. Esto nos indicaría que la evolución de nuestra raza iría por el camino correcto.
2-. Idea de Niebuhr y la Ansiedad por la finitud: si la causa del pecado surge por la ansiedad o vértigo que produce el ser finitos y querer aspirar a más, a través de la libertad. Refiere que hay dos dimensiones en este ámbito, uno es religioso, manifestado como rebelión contra Dios y el otro es moral, manifestada en injusticia humana para con los demás. Algunos de los argumentos de esta idea es el relato de Isaías 14:12-15 que habla sobre la ambición de Lucifer que lo llevó al pecado, al igual que Adán en el relato de Génesis 3:5. Ambos como factor común el querer ir más allá. La solución en este caso sería aceptar nuestras limitaciones y poner nuestra confianza en Dios, pero esta conversión no sería totalmente genuina porque busca modificar una actitud innata del ser por nuestros propios medios.
3-. Idea del Tillich y el Alejamiento existencial: si la causa del pecado proviene de un alejamiento existencial que pareciera estar en las criaturas, la solución sería"cambiar de actitud", buscaríamos ser más conscientes de nuestra existencia y la de otros seres creados, lo que no implica necesariamente una conversión verdadera.
4-. Idea de la Teología de la liberación: si la causa del pecado está dada por la opresión y desigualdades en cuanto a posesiones y poder. Esta teoría elimina la idea del pecado como rompimiento de relación personal con Dios sino más bien, visualiza el pecado a partir de una estructura social y económica, es la negación de humanidad al otro a partir de injusticias, la solución sería eliminarlas a través de la realización de acciones políticas y económicas para cambiar este orden de la sociedad y eliminar el pecado.
5-. Idea de Elliot: si la causa del pecado es provocada por la competitividad individualista que nos enseña la sociedad, la solución está dada por la educación, para conseguir aprendizaje no competitivo del desarrollo en sociedad. (Erickson, 1998, p. 596 -610) y (Horton 1996 pág. 271)

## Conclusiones
La hamartiología, o estudio del pecado, ha sido un tema presente en la mayoría de las generaciones y culturas en la humanidad, acogiendo diversos significados.
Dentro del mundo cristiano se ha estudiado en profundidad no tan solo para comprender el plan creado por Dios para rescatarnos de las consecuencias del pecado, sino también para comprender su origen, significado e implicancias y poder entender nuestra responsabilidad frente a él y buscar así evitarlo.
Si en algo coincidimos en el desarrollo del documento es que independiente de sus diversos significados, consecuencias y naturaleza, para nosotros significa escoger la opción diferente a la verdad de Dios o sustituirlo por nuestros deseos.
Dios conoce nuestra naturaleza y es así como se preocupa de revelarse a sí mismo a través de la Biblia, y que recordemos constantemente que debemos amarlo por sobre todas las cosas. Sabiendo que significará un trabajo para nosotros.
Existen diversas posturas del origen del pecado en la humanidad e independiente de la discusión de si heredamos simplemente el pecado de Adán o si somos pecadores desde nuestras propias responsabilidades, es bueno considerar que debemos buscar la santidad de todas maneras, y esto como necesidad de afinarnos con la naturaleza santa de Dios que rechaza inherentemente el pecado, evitando también las transformaciones negativas que este trae en nosotros en cadena como negación o evasión del mismo, egoísmo, mentira, entre tantos otros.
Lo más maravilloso de estudiar el pecado, es recordar que el amor suficiente de Dios trae solución a algo que nos separa de él. No solo nos revela lo que agrada o no su corazón, sino que también nos entregó la solución que ninguno de nosotros pudo conseguir por sí mismo.